# 学校法人真言宗洛南学園
学校法人真言宗洛南学園（がっこうほうじんしんごんしゅうらくなんがくえん）は、京都市南区東寺町に所在する学校法人。2011年4月に学校法人真言宗京都学園(現：学校法人綜藝種智院)から分離・独立し発足。

## 設置校
- 洛南高等学校・附属中学校（京都市南区）- 東寺の境内に隣接。小中高一貫校。
- 洛南高等学校附属小学校（京都府向日市）- 2014年開校。原則として全員が洛南高校附属中学に内部進学する。